# La Grand-Combe
La Grand-Combe (okcitansko La Grand Comba) je naselje in občina v južnem francoskem departmaju Gard regije Languedoc-Roussillon. Naselje je leta 2008 imelo 5.187 prebivalcev.

## Geografija
Kraj leži v pokrajini Languedoc ob reki Gardon d'Alès, 13 km severno od Alèsa.

## Uprava
La Grand-Combe je sedež istoimenskega kantona, v katerega so poleg njegove vključene še občine Branoux-les-Taillades, Lamelouze, Laval-Pradel, Les Salles-du-Gardon in Sainte-Cécile-d'Andorge z 10.862 prebivalci.
Kanton La Grand-Combe je sestavni del okrožja Alès.

## Zanimivosti
- cerkev Marijinega Brezmadežnega spočetja, zgrajena v letih od 1857 do 1864,
- rudarski muzej.